# Temporada da NBA de 2021–22
A Temporada 2021-22 da NBA foi a 76ª temporada da National Basketball Association (NBA). A NBA voltou a uma temporada regular completa de 82 jogos em sua programação normal de meados de outubro a meados de abril pela primeira vez desde a temporada de 2018-19, após duas temporadas abreviadas devido à pandemia do COVID-19. A temporada regular começou em 19 de outubro de 2021 e terminou em 10 de abril de 2022. O NBA All-Star Game de 2022 foi disputado no Rocket Mortgage FieldHouse em Cleveland em 20 de fevereiro de 2022. Os playoffs começaram em 16 de abril e terminaram em 16 de junho com o Golden State Warriors derrotando o Boston Celtics nas finais da NBA de 2022.

## 75 anos
Em 7 de julho de 2021, a NBA anunciou que comemoraria seu 75º aniversário ao longo da temporada de 2021-22. Um logotipo do jubileu de diamante do 75º aniversário é apresentado em promoções em todas as propriedades da NBA durante a temporada, inclusive em mercadorias, mídias digitais e sociais, e pintado nas quadras. A liga também anunciou sua equipe de 75 anos, homenageando os maiores jogadores da história da NBA, escolhidos por um painel de mídia, jogadores atuais e ex-jogadores, treinadores, gerentes gerais e executivos. Todos os uniformes da NBA apresentam os logotipos da Nike (Association, Icon e City) e da Jordan Brand (Statement) em um enfeite de diamante, enquanto o logotipo normal da NBA na parte de trás foi modificado para também apresentar enfeites de diamante e a marca NBA substituído pelo número 75.
A edição City desta temporada apresentou uniformes incorporando várias sugestões de design de diferentes décadas. As únicas equipes que não participaram foram New Orleans Pelicans, Phoenix Suns e Utah Jazz. Os Suns e o Jazz usaram os uniformes da temporada passada, enquanto os Pelicans usaram um uniforme como uma homenagem à cidade de Nova Orleans. O uniforme da edição Classic para esta temporada seria vestido pelo Boston Celtics, Golden State Warriors e New York Knicks, as três franquias sobreviventes da NBA desde sua primeira temporada. Tanto o Celtics quanto o Knicks usavam versões modernas dos uniformes que usavam a partir de 1946, enquanto os Warriors usavam uniformes baseados nos designs que usavam como Philadelphia Warriors de 1946 a 1962.
A NBA também revelou um novo conjunto de prêmios para homenagear os vencedores dos títulos de divisão e conferência e os MVPs das finais da conferência. Os títulos da divisão foram nomeados em homenagem a Nat "Sweetwater" Clifton (Divisão Atlântica), Wayne Embry (Divisão Central), Earl Lloyd (Divisão Sudeste), Willis Reed (Divisão Sudoeste), Sam Jones (Divisão Noroeste) e Chuck Cooper (Divisão do Pacífico). Os troféus da conferência foram renomeados em homenagem a Bob Cousy (Conferência Leste) e Oscar Robertson (Conferência Oeste), enquanto o melhor desempenho de cada final da conferência agora receberá prêmios em homenagem a Larry Bird (Leste) e Magic Johnson (Oeste). respectivamente. Além disso, o Larry O'Brien Championship Trophy foi redesenhado para apresentar o disco circular superior gravando os primeiros 75 campeões da NBA e o disco inferior representando os próximos 25 campeões.

## Transações

### Aposentadorias
- 6 de julho de 2021 - Ian Mahinmi anunciou sua aposentadoria da NBA. Mahinmi jogou 12 temporadas na NBA, ganhando um campeonato com o Dallas Mavericks em 2011.[13]
- 18 de julho de 2021 - Omri Casspi anunciou sua aposentadoria do basquete profissional. Casspi jogou por sete times durante sua carreira de 10 anos na NBA.[14]
- 7 de agosto de 2021 - Jarrett Jack foi contratado como assistente técnico do Phoenix Suns, encerrando sua carreira de jogador. Jack jogou por nove times durante sua carreira de 13 anos na NBA.[15]

- 11 de agosto de 2021 - J. R. Smith se matriculou na North Carolina A&T State com planos de se juntar ao time de golfe, encerrando efetivamente sua carreira na NBA.[16] Smith jogou por cinco equipes durante seus 16 anos de carreira na NBA, vencendo um campeonato da NBA em 2016 com o Cleveland Cavaliers e outro em 2020 com o Los Angeles Lakers.[17]
- 12 de agosto de 2021 - Kyle Korver ingressou no Brooklyn Nets como treinador de desenvolvimento de jogadores, encerrando efetivamente sua carreira de jogador na NBA. Korver jogou por seis equipes durante sua carreira de 17 anos na NBA.[18]
- 15 de agosto de 2021 - J. J. Barea ingressou no Dallas Mavericks como treinador de desenvolvimento de jogadores, encerrando efetivamente sua carreira na NBA. Barea jogou por duas equipes durante seus 14 anos de carreira na NBA, ganhando um campeonato com os Mavericks em 2011.[19]
- 24 de agosto de 2021 - Jared Dudley anunciou sua aposentadoria da NBA ao aceitar um papel como assistente técnico do Dallas Mavericks. Dudley jogou por sete equipes durante seus 14 anos de carreira na NBA, vencendo um campeonato da NBA com o Los Angeles Lakers em 2020.[20]
- 20 de setembro de 2021 - Luis Scola ingressou no Pallacanestro Varese como CEO, encerrando sua carreira de jogador. Scola jogou por cinco times durante sua carreira de 10 anos na NBA.[21]
- 21 de setembro de 2021 - J. J. Redick anunciou sua aposentadoria da NBA. Redick jogou por seis equipes durante seus 15 anos de carreira na NBA.[22]
- 28 de setembro de 2021 - Tyson Chandler anunciou que se juntou ao Dallas Mavericks como treinador de desenvolvimento de jogadores, encerrando efetivamente sua carreira de jogador. Chandler jogou por oito times durante sua carreira de 19 anos na NBA, ganhando um campeonato com os Mavericks em 2011.[23]
- 5 de outubro de 2021 - Pau Gasol anunciou sua aposentadoria do basquete profissional. Gasol jogou por cinco equipes durante sua carreira de 18 anos na NBA, vencendo campeonatos consecutivos da NBA com o Los Angeles Lakers em 2009 e 2010.[24]
- 22 de outubro de 2021 - Gerald Green anunciou sua aposentadoria da NBA e se juntou à equipe técnica do Houston Rockets como treinador de desenvolvimento de jogadores. Green jogou por oito equipes durante seus 15 anos de carreira.[25]
- 18 de janeiro de 2022 - Chandler Parsons anunciou sua aposentadoria do basquete profissional. Parsons jogou por quatro equipes durante seus nove anos de carreira na NBA.[26]
- 9 de março de 2022 - Jeff Teague se juntou ao Atlanta Hawks como olheiro, encerrando efetivamente sua carreira na NBA. Teague jogou por cinco equipes durante seus treze anos de carreira na NBA.[27]
- 21 de março de 2022 - Jamal Crawford anunciou sua aposentadoria da NBA. Crawford jogou por nove equipes durante seus vinte anos de carreira na NBA.[28]

### Free Agency
A Free agency começou em 2 de agosto de 2021; pelo segundo ano consecutivo, o período de free agency foi adiado de sua data normal de início em julho devido à pandemia de COVID-19.
As contratações notáveis incluíram Kyle Lowry indo para o Miami Heat em um contrato de longo prazo e Lonzo Ball assinando um contrato de quatro anos e US$ 85 milhões com o Chicago Bulls. O Los Angeles Clippers renovou com Kawhi Leonard e o Phoenix Suns renovou com Chris Paul. O Brooklyn Nets assinou uma extensão de contrato de US$198 milhões e 4 anos com Kevin Durant.

### Alteração no Comando Técnico
| Fora de Temporada      |                          |                         |
| Equipe                 | 2020-21                  | 2021–22                 |
| Atlanta Hawks          | Nate McMillan (interino) | Nate McMillan           |
| Boston Celtics         | Brad Stevens             | Ime Udoka               |
| Dallas Mavericks       | Rick Carlisle            | Jason Kidd              |
| Indiana Pacers         | Nate Bjorkgren           | Rick Carlisle           |
| New Orleans Pelicans   | Stan Van Gundy           | Willie Green            |
| Orlando Magic          | Steve Clifford           | Jamahl Mosley           |
| Portland Trail Blazers | Terry Stotts             | Chauncey Billups        |
| Washington Wizards     | Scott Brooks             | Wes Unseld Jr.          |
| Durante a Temporada    |                          |                         |
| Sacramento Kings       | Luke Walton              | Alvin Gentry (interino) |

#### Fora de temporada
- 2 de junho de 2021 - O técnico do Boston Celtics, Brad Stevens, foi promovido a presidente de operações de Basquete após a aposentadoria de Danny Ainge.[35]
- 4 de Junho de 2021 - O Portland Trail Blazers e Terry Scotts concordaram mutualmente em seguir caminhos distintos após nove temporadas na franquia.[36]
- 5 de Junho de 2021 - O Orlando Magic e Steve Clifford concordaram mutualmente em seguir caminhos distintos após três temporadas na franquia.[37]
- 16 de Junho de 2021 - O Indiana Pacers demitiu o técnico Nate Bjorkgren após apenas uma temporada com a equipe, por conta da não ida aos playoffs pela primeira vez em seis anos.[38]
- 16 de Junho de 2021 - O New Orleans Pelicans e o técnico Stan Van Gundy concordaram mutualmente em seguir caminhos distintos após uma temporada.
- 16 de Junho de 2021 - O Washington Wizards e o técnico Scott Brooks se separam após cinco temporadas.[39]
- 17 de Junho de 2021 - Rick Carlisle demitiu-se de sua posição como técnico do Dallas Mavericks após treze temporadas.[40][41]
- 24 de Junho de 2021 - O Indiana Pacers contratou Rick Carlisle como seu novo treinador.[42]
- 27 de setembro de 2021 - O Portland Trail Blazers contratou Chauncey Billups para assumir o comando da equipe.[43]
- 28 de setembro de 2021 - O Boston Celtics contratou Ime Udoka como seu novo treinador.[44]
- 28 de setembro de 2021 - O Dallas Mavericks contratou Jason Kidd para assumir o comando da equipe.[45]
- 6 de julho de 2021 - O Atlanta Hawks chegou a um acordo com o treinador interino Nate McMillan, para o transformar em treinador em tempo integral.[46]
- 11 de julho de 2021 - O Orlando Magic anunciou Jamahl Mosley como novo treinador da franquia.[47]
- 17 de julho de 2021 - O Washington Wizards contratou Wes Unseld Jr. como seu novo treinador principal.[48]
- 22 de julho de 2021 - O New Orleans Pelicans contratou Willie Green como seu novo treinador.[49]
- 21 de novembro de 2021 - O Sacramento Kings demitiu o técnico Luke Walton e nomeou Alvin Gentry como seu técnico interino.[50]

## Restrições de COVID-19
Em outubro de 2021, apenas as cidades de Los Angeles, Toronto, Nova York e São Francisco implementaram requisitos para que espectadores em eventos esportivos apresentem comprovante de vacinação para COVID-19. Embora a maioria da liga tenha visto seus jogadores receberem pelo menos uma dose da vacina, os jogadores nesses mercados nomeados que optam por não ser vacinados não teriam permissão para jogar em casa. Além disso, a NBA afirmou que esses jogadores seriam forçados a perder dinheiro pelos jogos perdidos. No momento do anúncio, os mandatos estavam afetando Brooklyn Nets, Golden State Warriors, Toronto Raptors, Los Angeles Clippers, Los Angeles Lakers e New York Knicks. Em 3 de janeiro de 2022, um mandato de vacina interna entrou em vigor na Filadélfia, adicionando o Philadelphia 76ers à lista acima mencionada. Em dezembro de 2021, 97% dos jogadores da NBA estavam totalmente vacinados contra o COVID-19.

## Pré-Temporada
A pré-temporada começou em 3 de outubro de 2021 e terminou em 15 de outubro. Em 5 de outubro, um jogo entre Milwaukee Bucks e Memphis Grizzlies foi suspenso antes do quarto período devido a um falso alarme de incêndio.

## Temporada Regular
A temporada regular começou em 19 de outubro de 2021 e terminará em 10 de abril de 2022
| Conferência Oeste   |    |                        |    |    |       |
| Divisão Noroeste    |    |                        |    |    |       |
| #                   | C  | Equipe                 | V  | D  | PCT   |
| 1                   | 5  | Utah Jazz              | 49 | 33 | 0.598 |
| 2                   | 6  | Denver Nuggets         | 48 | 34 | 0.585 |
| 3                   | 7  | Minnesota Timberwolves | 46 | 36 | 0.561 |
| 4                   | 13 | Portland Trail Blazers | 27 | 55 | 0.329 |
| 5                   | 14 | Oklahoma City Thunder  | 24 | 58 | 0.293 |
| Divisão do Pacífico |    |                        |    |    |       |
| #                   | C  | Equipe                 | V  | D  | PCT   |
| 1                   | 1  | Phoenix Suns           | 64 | 18 | 0.780 |
| 2                   | 3  | Golden State Warriors  | 53 | 29 | 0.646 |
| 3                   | 8  | LA Clippers            | 42 | 40 | 0.512 |
| 4                   | 11 | Los Angeles Lakers     | 33 | 49 | 0.402 |
| 5                   | 12 | Sacramento Kings       | 30 | 52 | 0.366 |
| Divisão Sudoeste    |    |                        |    |    |       |
| #                   | C  | Equipe                 | V  | D  | PCT   |
| 1                   | 2  | Memphis Grizzlies      | 56 | 26 | 0.683 |
| 2                   | 4  | Dallas Mavericks       | 52 | 30 | 0.634 |
| 3                   | 9  | New Orleans Pelicans   | 36 | 46 | 0.439 |
| 4                   | 10 | San Antonio Spurs      | 34 | 48 | 0.415 |
| 5                   | 15 | Houston Rockets        | 20 | 62 | 0.244 |

| Conferência Leste    |    |                     |    |    |       |
| Divisão do Atlântico |    |                     |    |    |       |
| #                    | C  | Equipe              | V  | D  | PCT   |
| 1                    | 2  | Boston Celtics      | 51 | 31 | 0.622 |
| 2                    | 4  | Philadelphia 76ers  | 51 | 31 | 0.622 |
| 3                    | 5  | Toronto Raptors     | 48 | 34 | 0.585 |
| 4                    | 7  | Brooklyn Nets       | 44 | 38 | 0.537 |
| 5                    | 11 | New York Knicks     | 37 | 45 | 0.451 |
| Divisão Central      |    |                     |    |    |       |
| #                    | C  | Equipe              | V  | D  | PCT   |
| 1                    | 3  | Milwaukee Bucks     | 51 | 31 | 0.622 |
| 2                    | 6  | Chicago Bulls       | 46 | 36 | 0.561 |
| 3                    | 8  | Cleveland Cavaliers | 44 | 38 | 0.537 |
| 4                    | 13 | Indiana Pacers      | 25 | 57 | 0.305 |
| 5                    | 14 | Detroit Pistons     | 23 | 59 | 0.280 |
| Divisão Sudeste      |    |                     |    |    |       |
| #                    | C  | Equipe              | V  | D  | PCT   |
| 1                    | 1  | Miami Heat          | 53 | 29 | 0.646 |
| 2                    | 9  | Atlanta Hawks       | 43 | 39 | 0.524 |
| 3                    | 10 | Charlotte Hornets   | 43 | 39 | 0.472 |
| 4                    | 12 | Washington Wizards  | 35 | 47 | 0.427 |
| 5                    | 15 | Orlando Magic       | 22 | 60 | 0.268 |

# = Posição na divisão, C = Posição na conferência, V = Vitórias, D = Derrotas, PCT = aproveitamento %

### Classificação por conferência
| #  | Conferência Oeste           | Conferência Oeste | Conferência Oeste | Conferência Oeste | Conferência Oeste | Conferência Oeste |
| #  | Time                        | V                 | D                 | PCT               | JA                | J                 |
| -- | --------------------------- | ----------------- | ----------------- | ----------------- | ----------------- | ----------------- |
| 1  | Phoenix Suns - z            | 64                | 18                | .780              | --                | 82                |
| 2  | Memphis Grizzlies - y       | 56                | 26                | .683              | 8                 | 82                |
| 3  | Golden State Warriors - x   | 53                | 29                | .646              | 11                | 82                |
| 4  | Dallas Mavericks - x        | 52                | 30                | .634              | 12                | 82                |
| 5  | Utah Jazz - y               | 49                | 33                | .598              | 15                | 82                |
| 6  | Denver Nuggets - x          | 48                | 34                | .585              | 16                | 82                |
|    |                             |                   |                   |                   |                   |                   |
| 7  | Minnesota Timberwolves - pi | 46                | 36                | .561              | 18                | 82                |
| 8  | LA Clippers - pi            | 42                | 40                | .512              | 22                | 82                |
| 9  | New Orleans Pelicans - pi   | 36                | 46                | .439              | 28                | 82                |
| 10 | San Antonio Spurs - pi      | 34                | 48                | .415              | 30                | 82                |
|    |                             |                   |                   |                   |                   |                   |
| 11 | Los Angeles Lakers - o      | 33                | 49                | .402              | 31                | 82                |
| 12 | Sacramento Kings - o        | 30                | 52                | .366              | 34                | 82                |
| 13 | Portland Trail Blazers - o  | 27                | 55                | .329              | 37                | 82                |
| 14 | Oklahoma City Thunder - o   | 24                | 58                | .293              | 40                | 82                |
| 15 | Houston Rockets - o         | 20                | 62                | .244              | 44                | 82                |

| #  | Conferência Leste        | Conferência Leste | Conferência Leste | Conferência Leste | Conferência Leste | Conferência Leste |
| #  | Time                     | V                 | D                 | PCT               | JA                | J                 |
| -- | ------------------------ | ----------------- | ----------------- | ----------------- | ----------------- | ----------------- |
| 1  | Miami Heat - c           | 53                | 29                | .646              | --                | 82                |
| 2  | Boston Celtics - y       | 51                | 31                | .622              | 2                 | 82                |
| 3  | Milwaukee Bucks - y      | 51                | 31                | .622              | 2                 | 82                |
| 4  | Philadelphia 76ers - x   | 51                | 31                | .622              | 2                 | 82                |
| 5  | Toronto Raptors - x      | 48                | 34                | .585              | 5                 | 82                |
| 6  | Chicago Bulls - x        | 46                | 36                | .561              | 7                 | 82                |
|    |                          |                   |                   |                   |                   |                   |
| 7  | Brooklyn Nets - pi       | 44                | 38                | .537              | 9                 | 82                |
| 8  | Cleveland Cavaliers - pi | 44                | 38                | .537              | 9                 | 82                |
| 9  | Atlanta Hawks - pi       | 43                | 39                | .524              | 10                | 82                |
| 10 | Charlotte Hornets - pi   | 43                | 39                | .524              | 10                | 82                |
|    |                          |                   |                   |                   |                   |                   |
| 11 | New York Knicks - o      | 37                | 45                | .451              | 16                | 82                |
| 12 | Washington Wizards - o   | 35                | 47                | .427              | 18                | 82                |
| 13 | Indiana Pacers - o       | 25                | 57                | .305              | 28                | 82                |
| 14 | Detroit Pistons - o      | 23                | 59                | .280              | 30                | 82                |
| 15 | Orlando Magic - o        | 22                | 60                | .268              | 31                | 82                |

| Notas - c – Ganhou a vantagem de decidir em casa até a decisão de conferência dos playoffs. | - o - Eliminado das chances de playoffs. |

## Torneio Play-in
A NBA realizará um torneio play-in para as equipes classificadas do 7º ao 10º lugar em cada conferência de 12 a 15 de abril de 2022. A equipe do 7º colocado jogará com a equipe do 8º lugar, com o vencedor conquistando a 7ª colocação nos playoffs. O time do 9º colocado jogará com o time do 10º lugar sendo o perdedor eliminado da disputa do playoff. O perdedor do jogo do 7º ao 8º lugar jogará então com o vencedor do jogo do 9º ao 10º lugar, com o vencedor conquistando a oitava posição e o perdedor sendo eliminado.
| Conferência Oeste |

|  | Primeira rodada | Primeira rodada        | Primeira rodada |                      |     | Segunda rodada       | Segunda rodada | Segunda rodada |  |
|  |                 |                        |                 |                      |     |                      |                |                |  |
|  | 7               | Minnesota Timberwolves | 109             |                      |     |                      |                |                |  |
|  | 7               | Minnesota Timberwolves | 109             |                      |     |                      |                |                |  |
|  | 8               | Los Angeles Clippers   | 104             |                      |     |                      |                |                |  |
|  | 8               | Los Angeles Clippers   | 104             |                      | 8   | Los Angeles Clippers | 101            |                |  |
|  |                 |                        |                 |                      | 8   | Los Angeles Clippers | 101            |                |  |
|  |                 |                        | 9               | New Orleans Pelicans | 105 |                      |                |                |  |
|  | 9               | New Orleans Pelicans   | 9               | New Orleans Pelicans | 105 | 113                  |                |                |  |
|  | 9               | New Orleans Pelicans   |                 |                      |     |                      |                |                |  |
|  | 10              | San Antonio Spurs      | 103             |                      |     |                      |                |                |  |

| Conferência Leste |

|  | Primeira rodada | Primeira rodada     | Primeira rodada |               |     | Segunda rodada      | Segunda rodada | Segunda rodada |  |
|  |                 |                     |                 |               |     |                     |                |                |  |
|  | 7               | Brooklyn Nets       | 115             |               |     |                     |                |                |  |
|  | 7               | Brooklyn Nets       | 115             |               |     |                     |                |                |  |
|  | 8               | Cleveland Cavaliers | 108             |               |     |                     |                |                |  |
|  | 8               | Cleveland Cavaliers | 108             |               | 8   | Cleveland Cavaliers | 101            |                |  |
|  |                 |                     |                 |               | 8   | Cleveland Cavaliers | 101            |                |  |
|  |                 |                     | 9               | Atlanta Hawks | 107 |                     |                |                |  |
|  | 9               | Atlanta Hawks       | 9               | Atlanta Hawks | 107 | 132                 |                |                |  |
|  | 9               | Atlanta Hawks       |                 |               |     |                     |                |                |  |
|  | 10              | Charlotte Hornets   | 103             |               |     |                     |                |                |  |

## Pós-temporada
Os playoffs começaram em 16 de abril de 2022. As finais começaram em 2 de junho com o jogo 1 sendo realizado no Chase Center, com um possível Jogo 7 agendado para 19 de junho, na mesma arena.
|  | Primeira rodada   | Primeira rodada        | Primeira rodada |                       |   | Semifinais de Conferência | Semifinais de Conferência | Semifinais de Conferência |  |  | Finais de Conferência | Finais de Conferência | Finais de Conferência |  |  | Finais da NBA | Finais da NBA | Finais da NBA |  |
|  |                   |                        |                 |                       |   |                           |                           |                           |  |  |                       |                       |                       |  |  |               |               |               |  |
|  | 1                 | Miami Heat*            | 4               |                       |   |                           |                           |                           |  |  |                       |                       |                       |  |  |               |               |               |  |
|  | 1                 | Miami Heat*            | 4               |                       |   |                           |                           |                           |  |  |                       |                       |                       |  |  |               |               |               |  |
|  | 8                 | Atlanta Hawks          | 1               |                       |   |                           |                           |                           |  |  |                       |                       |                       |  |  |               |               |               |  |
|  | 8                 | Atlanta Hawks          | 1               |                       | 1 | Miami Heat*               | 4                         |                           |  |  |                       |                       |                       |  |  |               |               |               |  |
|  |                   |                        |                 |                       | 1 | Miami Heat*               | 4                         |                           |  |  |                       |                       |                       |  |  |               |               |               |  |
|  |                   |                        | 4               | Philadelphia 76ers    | 2 |                           |                           |                           |  |  |                       |                       |                       |  |  |               |               |               |  |
|  | 4                 | Philadelphia 76ers     | 4               | Philadelphia 76ers    | 2 | 4                         |                           |                           |  |  |                       |                       |                       |  |  |               |               |               |  |
|  | 4                 | Philadelphia 76ers     |                 |                       |   |                           |                           |                           |  |  |                       |                       |                       |  |  |               |               |               |  |
|  | 5                 | Toronto Raptors        | 2               |                       |   |                           |                           |                           |  |  |                       |                       |                       |  |  |               |               |               |  |
|  | 5                 | Toronto Raptors        | 2               |                       | 1 | Miami Heat*               | 3                         |                           |  |  |                       |                       |                       |  |  |               |               |               |  |
|  | Conferência Leste |                        |                 |                       | 1 | Miami Heat*               | 3                         |                           |  |  |                       |                       |                       |  |  |               |               |               |  |
|  |                   |                        | 2               | Boston Celtics*       | 4 |                           |                           |                           |  |  |                       |                       |                       |  |  |               |               |               |  |
|  | 3                 | Milwaukee Bucks*       | 2               | Boston Celtics*       | 4 | 4                         |                           |                           |  |  |                       |                       |                       |  |  |               |               |               |  |
|  | 3                 | Milwaukee Bucks*       |                 |                       |   |                           |                           |                           |  |  |                       |                       |                       |  |  |               |               |               |  |
|  | 6                 | Chicago Bulls          | 1               |                       |   |                           |                           |                           |  |  |                       |                       |                       |  |  |               |               |               |  |
|  | 6                 | Chicago Bulls          | 1               |                       | 3 | Milwaukee Bucks*          | 3                         |                           |  |  |                       |                       |                       |  |  |               |               |               |  |
|  |                   |                        |                 |                       | 3 | Milwaukee Bucks*          | 3                         |                           |  |  |                       |                       |                       |  |  |               |               |               |  |
|  |                   |                        | 2               | Boston Celtics*       | 4 |                           |                           |                           |  |  |                       |                       |                       |  |  |               |               |               |  |
|  | 2                 | Boston Celtics*        | 2               | Boston Celtics*       | 4 | 4                         |                           |                           |  |  |                       |                       |                       |  |  |               |               |               |  |
|  | 2                 | Boston Celtics*        |                 |                       |   |                           |                           |                           |  |  |                       |                       |                       |  |  |               |               |               |  |
|  | 7                 | Brooklyn Nets          | 0               |                       |   |                           |                           |                           |  |  |                       |                       |                       |  |  |               |               |               |  |
|  | 7                 | Brooklyn Nets          | 0               |                       | 2 | Boston Celtics*           | 2                         |                           |  |  |                       |                       |                       |  |  |               |               |               |  |
|  |                   |                        |                 |                       |   |                           |                           |                           |  |  |                       |                       |                       |  |  |               |               |               |  |
|  |                   |                        | 3               | Golden State Warriors | 4 |                           |                           |                           |  |  |                       |                       |                       |  |  |               |               |               |  |
|  | 1                 | Phoenix Suns*          | 3               | Golden State Warriors | 4 | 4                         |                           |                           |  |  |                       |                       |                       |  |  |               |               |               |  |
|  | 1                 | Phoenix Suns*          |                 |                       |   |                           |                           |                           |  |  |                       |                       |                       |  |  |               |               |               |  |
|  | 8                 | New Orleans Pelicans   | 2               |                       |   |                           |                           |                           |  |  |                       |                       |                       |  |  |               |               |               |  |
|  | 8                 | New Orleans Pelicans   | 2               |                       | 1 | Phoenix Suns*             | 3                         |                           |  |  |                       |                       |                       |  |  |               |               |               |  |
|  |                   |                        |                 |                       | 1 | Phoenix Suns*             | 3                         |                           |  |  |                       |                       |                       |  |  |               |               |               |  |
|  |                   |                        | 4               | Dallas Mavericks      | 4 |                           |                           |                           |  |  |                       |                       |                       |  |  |               |               |               |  |
|  | 4                 | Dallas Mavericks       | 4               | Dallas Mavericks      | 4 | 4                         |                           |                           |  |  |                       |                       |                       |  |  |               |               |               |  |
|  | 4                 | Dallas Mavericks       |                 |                       |   |                           |                           |                           |  |  |                       |                       |                       |  |  |               |               |               |  |
|  | 5                 | Utah Jazz*             | 2               |                       |   |                           |                           |                           |  |  |                       |                       |                       |  |  |               |               |               |  |
|  | 5                 | Utah Jazz*             | 2               |                       | 4 | Dallas Mavericks          | 1                         |                           |  |  |                       |                       |                       |  |  |               |               |               |  |
|  | Conferência Oeste |                        |                 |                       | 4 | Dallas Mavericks          | 1                         |                           |  |  |                       |                       |                       |  |  |               |               |               |  |
|  |                   |                        | 3               | Golden State Warriors | 4 |                           |                           |                           |  |  |                       |                       |                       |  |  |               |               |               |  |
|  | 3                 | Golden State Warriors  | 3               | Golden State Warriors | 4 | 4                         |                           |                           |  |  |                       |                       |                       |  |  |               |               |               |  |
|  | 3                 | Golden State Warriors  |                 |                       |   |                           |                           |                           |  |  |                       |                       |                       |  |  |               |               |               |  |
|  | 6                 | Denver Nuggets         | 1               |                       |   |                           |                           |                           |  |  |                       |                       |                       |  |  |               |               |               |  |
|  | 6                 | Denver Nuggets         | 1               |                       | 3 | Golden State Warriors     | 4                         |                           |  |  |                       |                       |                       |  |  |               |               |               |  |
|  |                   |                        |                 |                       | 3 | Golden State Warriors     | 4                         |                           |  |  |                       |                       |                       |  |  |               |               |               |  |
|  |                   |                        | 2               | Memphis Grizzlies*    | 2 |                           |                           |                           |  |  |                       |                       |                       |  |  |               |               |               |  |
|  | 2                 | Memphis Grizzlies*     | 2               | Memphis Grizzlies*    | 2 | 4                         |                           |                           |  |  |                       |                       |                       |  |  |               |               |               |  |
|  | 2                 | Memphis Grizzlies*     |                 |                       |   |                           |                           |                           |  |  |                       |                       |                       |  |  |               |               |               |  |
|  | 7                 | Minnesota Timberwolves | 2               |                       |   |                           |                           |                           |  |  |                       |                       |                       |  |  |               |               |               |  |

* - Campeão da Divisão | Itálico - Melhor Campanha | Negrito - Vencedor do Confronto

## Finais
|              | Boston Celtics   | Golden State Warriors |
| ------------ | ---------------- | --------------------- |
| Pontos       | Al Horford, 26   | Stephen Curry, 34     |
| Rebotes      | Jaylen Brown, 7  | Draymond Green, 11    |
| Assistências | Jayson Tatum, 13 | Empate triplo, 5 cada |

| Placar                | 1  | 2  | 3  | 4  | Total |
| --------------------- | -- | -- | -- | -- | ----- |
| Boston Celtics        | 28 | 28 | 24 | 40 | 120   |
| Golden State Warriors | 32 | 22 | 38 | 16 | 108   |

|              | Boston Celtics   | Golden State Warriors |
| ------------ | ---------------- | --------------------- |
| Pontos       | Al Horford, 26   | Stephen Curry, 34     |
| Rebotes      | Jaylen Brown, 7  | Draymond Green, 11    |
| Assistências | Jayson Tatum, 13 | Empate triplo, 5 cada |

| Placar                | 1  | 2  | 3  | 4  | Total |
| --------------------- | -- | -- | -- | -- | ----- |
| Boston Celtics        | 28 | 28 | 24 | 40 | 120   |
| Golden State Warriors | 32 | 22 | 38 | 16 | 108   |

Depois de 141 jogos de playoffs sem uma aparição nas finais da NBA, Al Horford ajudou a liderar o Boston com 26 pontos, incluindo uma sequência de 8-0 feita por ele mesmo para dar a sua equipe a liderança no último quarto que terminou 40-16. Jaylen Brown também ajudou a desencadear uma sequência de 17-0 no mesmo quarto, marcando 10 de seus 24 pontos neste último quarto. Apesar de terminar o jogo com 13 assistências, o recorde de sua carreira, Jayson Tatum teve um desempenho ruim no arremesso, acertando 3 de 17 e marcando 12 pontos. Além de Tatum, os outros quatro titulares do Boston acertaram 30 de 50 (60%) no jogo. Marcus Smart somou 18 pontos, e Derrick White saiu do banco para marcar 21 pontos.
Para os Warriors, Stephen Curry teve um começo bom, marcando 21 pontos e acertando 6 de 8 arremessos no primeiro quarto, o maior número de cestas de três pontos feitos em um único quarto na história das finais. Além disso, os 21 pontos foram os maiores em um único quarto desde os 22 de Michael Jordan no quarto quarto do jogo 4 em 1993. No entanto, Curry sofreu pelo resto do jogo, acertando 5 de 16 nos três quartos finais, já que os Warriors tinham uma vantagem de 92-80 no quarto quarto. Apesar de pegar 11 rebotes, Draymond Green também teve problemas no arremesso, fazendo 2 de 12 em quadra e 0 de 3 na linha de lance livre.
A virada no placar do Celtics foi a maior nas finais após três quartos desde que o Chicago Bulls superou um déficit de 15 pontos para vencer o Portland Trail Blazers no jogo 6 em 1992. A vitória também trouxe a campanha do Celtics para 8 vitórias e 2 derrotas fora de casa nesta pós-temporada, enquanto os Warriors caíram para 9-1 em casa. Ambas as equipes também fizeram 40 arremessos de três pontos combinados, o maior número de todos os tempos em um jogo de finais da NBA, superando o recorde anterior de 35, estabelecido em 2017.
|              | Boston Celtics   | Golden State Warriors |
| ------------ | ---------------- | --------------------- |
| Pontos       | Jayson Tatum, 28 | Stephen Curry, 29     |
| Rebotes      | Al Horford, 8    | Kevon Looney, 7       |
| Assistências | Marcus Smart, 5  | Draymond Green, 7     |

| Placar                | 1  | 2  | 3  | 4  | Total |
| --------------------- | -- | -- | -- | -- | ----- |
| Boston Celtics        | 30 | 20 | 14 | 24 | 88    |
| Golden State Warriors | 31 | 21 | 35 | 20 | 107   |

|              | Boston Celtics   | Golden State Warriors |
| ------------ | ---------------- | --------------------- |
| Pontos       | Jayson Tatum, 28 | Stephen Curry, 29     |
| Rebotes      | Al Horford, 8    | Kevon Looney, 7       |
| Assistências | Marcus Smart, 5  | Draymond Green, 7     |

| Placar                | 1  | 2  | 3  | 4  | Total |
| --------------------- | -- | -- | -- | -- | ----- |
| Boston Celtics        | 30 | 20 | 14 | 24 | 88    |
| Golden State Warriors | 31 | 21 | 35 | 20 | 107   |

Curry marcou 29 pontos e o Golden State superou o Boston por 35 a 14 no terceiro quarto para empatar a série com uma vitória de 107 a 88. Os Warriors superaram os Celtics por 43 a 14 do final do segundo quarto até o início do último quarto, transformando um jogo de empate em uma explosão de desempenho. Jordan Poole acrescentou 17 pontos para o Golden State, incluindo um arremesso de 3 pontos do meio da quadra, com apenas alguns segundos restantes no terceiro quarto. Boston cometeu 19 turnovers, que os Warriors converteram em 33 pontos.
Green fez nove pontos, cinco rebotes e sete assistências pelo Golden State, mas impactou o jogo com sua agressividade na defesa e no jogo físico. Ele foi o principal marcador de Brown, segurando-o em 5 de 17 arremessos. Tatum se recuperou do jogo 1, marcando 21 pontos na primeira metade do jogo acertando 7 de 16 arremessos. Brown acrescentou 15 pontos no primeiro tempo, mas o Boston ainda perdia por dois no intervalo. No terceiro quarto, Tatum arremessou apenas duas vezes no terceiro período, apesar de ter jogado todos os 12 minutos. Horford marcou apenas dois pontos em quatro arremessos no jogo depois de marcar 26 na abertura. O Celtics fez apenas 37,5% de seus arremessos no jogo, marcando o menor número de pontos desde 29 de dezembro, quando estavam com 16 vitórias e 19 derrotas.
Andre Iguodala, do Warriors, não jogou devido a uma inflamação no joelho direito, enquanto Gary Payton II jogou pela primeira vez desde a série em Memphis, quando fraturou o cotovelo.
|              | Golden State Warriors | Boston Celtics          |
| ------------ | --------------------- | ----------------------- |
| Pontos       | Stephen Curry, 31     | Jaylen Brown, 27        |
| Rebotes      | Looney, Wiggins, 7    | Robert Williams III, 10 |
| Assistências | Otto Porter, 4        | Jayson Tatum, 9         |

| Placar                | 1  | 2  | 3  | 4  | Total |
| --------------------- | -- | -- | -- | -- | ----- |
| Golden State Warriors | 22 | 34 | 33 | 11 | 100   |
| Boston Celtics        | 33 | 35 | 25 | 23 | 116   |

|              | Golden State Warriors | Boston Celtics          |
| ------------ | --------------------- | ----------------------- |
| Pontos       | Stephen Curry, 31     | Jaylen Brown, 27        |
| Rebotes      | Looney, Wiggins, 7    | Robert Williams III, 10 |
| Assistências | Otto Porter, 4        | Jayson Tatum, 9         |

| Placar                | 1  | 2  | 3  | 4  | Total |
| --------------------- | -- | -- | -- | -- | ----- |
| Golden State Warriors | 22 | 34 | 33 | 11 | 100   |
| Boston Celtics        | 33 | 35 | 25 | 23 | 116   |

Brown marcou 27 pontos e Tatum teve 26 em uma vitória por 116-100 em Boston para uma vantagem de 2-1 na série. Os Celtics lideraram por até 18 pontos no primeiro tempo, mas o Golden State voltou a subir no terceiro quarto, superando o Boston por 33-25, com 15 pontos de Curry. Os Warriors assumiram a liderança brevemente em 83-82, mas os Celtics estavam de volta em 93-89 no final do período. Boston superou Golden State por 23-11 no último quarto.
Curry terminou com 31 pontos e seis bolas de 3 pontos, mas se machucou no final do quarto período quando Horford caiu de perna enquanto perseguia uma bola perdida. Thompson acrescentou 25 pontos e cinco cestas de 3. Os Celtics superaram os Warriors por 47-31. Green ficou com apenas dois pontos em uma enterrada no terceiro quarto antes de ser eliminado por faltas pela segunda vez nesta série.  Ele se tornou o primeiro jogador na história das finais a ser eliminado por faltas depois de jogar pelo menos 34 minutos com menos de cinco pontos, cinco rebotes e cinco assistências. Curry se machucou no final do jogo quando Horford caiu em cima de sua perna. Green recebeu sua sexta falta, que o expulsou do jogo. No dia seguinte, Curry estava confiante de que jogaria no jogo 4, dizendo que era "apenas uma coisa de tolerância à dor com a qual você precisa lidar". Ele disse que não foi tão ruim quanto a lesão que o manteve fora dos 12 jogos finais da temporada regular.
|              | Golden State Warriors | Boston Celtics          |
| ------------ | --------------------- | ----------------------- |
| Pontos       | Stephen Curry, 43     | Jayson Tatum, 23        |
| Rebotes      | Andrew Wiggins, 16    | Robert Williams III, 12 |
| Assistências | Draymond Green, 8     | Jayson Tatum, 6         |

| Placar                | 1  | 2  | 3  | 4  | Total |
| --------------------- | -- | -- | -- | -- | ----- |
| Golden State Warriors | 27 | 22 | 30 | 28 | 107   |
| Boston Celtics        | 28 | 26 | 24 | 19 | 97    |

|              | Golden State Warriors | Boston Celtics          |
| ------------ | --------------------- | ----------------------- |
| Pontos       | Stephen Curry, 43     | Jayson Tatum, 23        |
| Rebotes      | Andrew Wiggins, 16    | Robert Williams III, 12 |
| Assistências | Draymond Green, 8     | Jayson Tatum, 6         |

| Placar                | 1  | 2  | 3  | 4  | Total |
| --------------------- | -- | -- | -- | -- | ----- |
| Golden State Warriors | 27 | 22 | 30 | 28 | 107   |
| Boston Celtics        | 28 | 26 | 24 | 19 | 97    |

Curry marcou 43 pontos e pegou 10 rebotes na vitória por 107-97 para igualar a série em 2-2. Ele fez duas cestas durante uma sequência de 10-0 para os Warriors no quarto período, transformando uma vantagem de quatro pontos do Boston em uma vantagem de 100-94 para o Golden State. Ele jogou 41 minutos e acertou 14 de 26 arremessos no jogo, incluindo 7 de 14 em 3 pontos. Andrew Wiggins acrescentou 17 pontos e 16 rebotes para os Warriors.
Golden State mudou seu time titular, substituindo Kevon Looney por Otto Porter Jr. Curry e Tatum, dos Celtics, marcaram 12 pontos cada um no primeiro quarto, que terminou com uma vantagem de 28-27 para o Boston. Brown marcou 10 pontos no segundo quarto, dando aos Celtics uma vantagem de 54-49 no intervalo. Houve seis mudanças de liderança no jogo naquele momento, juntamente com cinco empates. Curry marcou 14 pontos no terceiro quarto. As equipes estavam empatadas em 86 com oito minutos restantes. Boston liderava por 94-90 com cerca de cinco minutos restantes, mas marcou apenas mais uma vez, com 1:18 restantes. Golden State os superou por 17-3 para terminar o jogo, com Curry sozinho superando-os por 10-3.
Curry se tornou o terceiro jogador dos Warriors com pelo menos 40 pontos e 10 rebotes em um jogo das Finais, juntando-se a Rick Barry (1967) e Kevin Durant (2018). Ele também se juntou a Jordan e LeBron James como os únicos jogadores com 34 anos ou mais a marcar 40 ou mais pontos nas finais da NBA. Green marcou dois pontos em 1 de 7 arremessos, mas acrescentou nove rebotes, oito assistências e quatro roubadas de bola . Ele ficou no banco por partes do quarto período, enquanto Looney permaneceu em quadra por seus rebotes - 11 em 28 minutos. Com suas lutas ofensivas, Green alternava posses ofensivas e defensivas com Poole. Tatum terminou com 23 pontos e 11 rebotes, mas fez apenas uma cesta durante todo o quarto período. Brown marcou 21 pontos e Williams teve 12 rebotes para os Celtics.
|              | Boston Celtics       | Golden State Warriors |
| ------------ | -------------------- | --------------------- |
| Pontos       | Jayson Tatum, 27     | Andrew Wiggins, 26    |
| Rebotes      | Jayson Tatum, 10     | Andrew Wiggins, 13    |
| Assistências | Brown, Tatum, 4 cada | Stephen Curry, 8      |

| Placar                | 1  | 2  | 3  | 4  | Total |
| --------------------- | -- | -- | -- | -- | ----- |
| Boston Celtics        | 16 | 23 | 35 | 20 | 94    |
| Golden State Warriors | 27 | 24 | 24 | 29 | 104   |

|              | Boston Celtics       | Golden State Warriors |
| ------------ | -------------------- | --------------------- |
| Pontos       | Jayson Tatum, 27     | Andrew Wiggins, 26    |
| Rebotes      | Jayson Tatum, 10     | Andrew Wiggins, 13    |
| Assistências | Brown, Tatum, 4 cada | Stephen Curry, 8      |

| Placar                | 1  | 2  | 3  | 4  | Total |
| --------------------- | -- | -- | -- | -- | ----- |
| Boston Celtics        | 16 | 23 | 35 | 20 | 94    |
| Golden State Warriors | 27 | 24 | 24 | 29 | 104   |

Wiggins teve 26 pontos e 13 rebotes para levar o Golden State a uma vitória por 104-94, colocando-os a um jogo do campeonato. Thompson acrescentou 21 pontos para ajudar os Warriors a superar uma noite ruim de Curry, que fez 16 pontos e oito assistências, mas com 0 de 9 em cestas de 3 pontos. Antes do jogo 5, ele teve sequências recordes da NBA de 38 jogos consecutivos com vários arremessos de 3 pontos, 132 jogos consecutivos de playoffs com pelo menos uma cesta de 3 pontos e 233 jogos consecutivos com uma cesta de 3 pontos na temporada regular e pós-temporada combinadas. Tatum teve 27 pontos e 10 rebotes para o Celtics, que perdeu jogos consecutivos pela primeira vez nestes playoffs.
Os Warriors lideraram por até 16 pontos no primeiro quarto. Boston diminuiu a liderança com Curry no banco, mas ele fez uma bandeja para dar ao Golden State uma vantagem de 51-39 no intervalo. Wiggins fez 16 pontos e sete rebotes no intervalo, e Green foi forte com 8 pontos depois de totalizar apenas 17 nos primeiros quatro jogos. Os Warriors estavam movendo bem a bola, mas acertaram apenas 3 de 17 de 3 pontos no primeiro tempo. Tatum fez 13 pontos e oito rebotes para manter o Boston no jogo. Após o intervalo, o Celtics marcou os primeiros 10 pontos do segundo tempo e assumiu a liderança após uma arrancada de 19-4. Eles fizeram oito cestas de três consecutivas, enquanto o Golden State errava suas tentativas. Poole acertou uma cesta de três pontos de 33 pés (10 m) para vencer o cronômetro do terceiro quarto, dando aos Warriors uma vantagem de 75-74 para entrar no quarto quarto.
Thompson acertou 7 de 14 arremessos e fez cinco arremessos de 3 pontos. Os Warriors fizeram 9 de 40 de três, incluindo 0 de 6 de Wiggins. Green, que saiu com 3:01 restantes, fez oito pontos, oito rebotes e sete assistências. Golden State conseguiu 15 pontos do banco de Payton e 14 de Poole. Boston acertou 11 de 32, com Brown acertando 0 de 5 e acertando 5 de 18 no geral; ele terminou com 18 pontos, Williams teve 10 pontos e oito rebotes.
|              | Golden State Warriors | Boston Celtics   |
| ------------ | --------------------- | ---------------- |
| Pontos       | Stephen Curry, 34     | Jaylen Brown, 34 |
| Rebotes      | Draymond Green, 12    | Al Horford, 14   |
| Assistências | Draymond Green, 8     | Marcus Smart, 9  |

| Placar                | 1  | 2  | 3  | 4  | Total |
| --------------------- | -- | -- | -- | -- | ----- |
| Golden State Warriors | 27 | 27 | 22 | 27 | 103   |
| Boston Celtics        | 22 | 17 | 27 | 24 | 90    |

|              | Golden State Warriors | Boston Celtics   |
| ------------ | --------------------- | ---------------- |
| Pontos       | Stephen Curry, 34     | Jaylen Brown, 34 |
| Rebotes      | Draymond Green, 12    | Al Horford, 14   |
| Assistências | Draymond Green, 8     | Marcus Smart, 9  |

| Placar                | 1  | 2  | 3  | 4  | Total |
| --------------------- | -- | -- | -- | -- | ----- |
| Golden State Warriors | 27 | 27 | 22 | 27 | 103   |
| Boston Celtics        | 22 | 17 | 27 | 24 | 90    |

O Golden State estava com 0 vitórias e 3 derrotas em jogos de decisivos fora de casa, enquanto os Celtics estavam com 3 vitórias e 0 derrotas em jogos que poderia ser eliminado. Boston teve uma vantagem de 14 a 2 no início do jogo, mas fez apenas uma cesta nos 3:30 finais do primeiro quarto, e Golden State liderou por 27-22 no final do período. Os Warriors forçaram 12 turnovers no primeiro tempo e lideraram por até 21 pontos, a caminho de uma vantagem de 54-39 no intervalo. Eles expandiram sua vantagem para 22, antes que os Celtics se recuperassem para 76-66 depois após três quartos. Golden State manteve sua liderança até o último quarto para vencer o jogo por 103-90 conquistando seu quarto título da NBA em oito temporadas. Esta foi a segunda vez que um time visitante ganhou um campeonato da NBA jogando em Boston.
Curry marcou 34 pontos no jogo, acertando 12 de 21 arremesso no total sendo 6 de 11 valendo 3 pontos, e acrescentou sete rebotes, sete assistências e duas roubadas de bola. Ele foi eleito o MVP das Finais pela primeira vez em sua carreira, selecionado por unanimidade após uma média de 31,2 pontos, 6,0 rebotes e 5,0 assistências na série. Ele marcou 30 ou mais pontos em três jogos consecutivos em Boston, o primeiro jogador a fazê-lo nos playoffs desde LeBron James em 2017. Green marcou 12 pontos em 5 de 10 arremessos, pegando 12 rebotes, registrando oito assistências com duas roubadas de bola e dois bloqueios. Ele também acertou dois arremessos de 3 pontos depois de perder suas primeiras 12 tentativas na série. O técnico Steve Kerr conquistou seu nono campeonato geral, depois de vencer cinco como jogador. Ele se tornou o sexto treinador a conquistar quatro títulos, juntando-se a Phil Jackson, Red Auerbach, John Kundla, Gregg Popovich e Pat Riley. Os Warriors também se tornaram o primeiro time a passar da pior campanha da NBA (2019-20) para um campeonato em um período de três temporadas.
Brown liderou o Celtics com 34 pontos, mas Tatum terminou com apenas 13, acertando apenas 6 de 18 arremessos. O banco dos Celtics também teve um desempenho ruim, com apenas cinco pontos em 2 de 10 arremessos de quadra de seus reservas - White, Grant Williams e Payton Pritchard. Boston também cometeu 22 turnovers. Tatum estabeleceu o recorde de todos os tempos da NBA com 100 turnovers em uma única pós-temporada. A derrota das finais reduziu o recorde da série do Celtics nas finais para 17-5, permanecendo empatado com o Los Angeles Lakers pelo maior número de campeonatos na história da liga.

## Estatísticas
| Líderes de estatísticas individuais |                   |                       |       |
| Categoria                           | Jogador           | Equipe                | Est.  |
| Pontos por jogo                     | Joel Embiid       | Philadelphia 76ers    | 30.6  |
| Pontos totais                       | Trae Young        | Atlanta Hawks         | 2155  |
| Rebotes por jogo                    | Rudy Gobert       | Utah Jazz             | 14.7  |
| Rebotes totais                      | Nikola Jokić      | Denver Nuggets        | 1019  |
| Assistências por jogo               | Chris Paul        | Phoenix Suns          | 10.8  |
| Assistências totais                 | Trae Young        | Atlanta Hawks         | 737   |
| Roubadas por jogo                   | Dejounte Murray   | San Antonio Spurs     | 2.0   |
| Roubadas totais                     | Dejounte Murray   | San Antonio Spurs     | 138   |
| Tocos por jogo                      | Jaren Jackson Jr. | Memphis Grizzlies     | 2.3   |
| Tocos totais                        | Jaren Jackson Jr. | Memphis Grizzlies     | 177   |
| Turnovers por jogo                  | Luka Dončić       | Dallas Mavericks      | 4.5   |
| Faltas por jogo                     | Jae'Sean Tate     | Houston Rockets       | 3.7   |
| Minutos por jogo                    | Pascal Siakam     | Toronto Raptors       | 37.9  |
| Arremessos                          | Rudy Gobert       | Utah Jazz             | 71.3% |
| Lances Livres                       | Jordan Poole      | Golden State Warriors | 92.5% |
| Cestas de três                      | Luke Kennard      | Los Angeles Clippers  | 44.9% |
| Duplo-duplos                        | Nikola Jokić      | Denver Nuggets        | 66    |
| Triplo-duplos                       | Nikola Jokić      | Denver Nuggets        | 19    |

| Equipes líderes de estatísticas |                        |       |
| Categoria                       | Equipe                 | Est.  |
| Pontos por jogo                 | Minnesota Timberwolves | 115.9 |
| Rebotes por jogo                | Memphis Grizzlies      | 49.2  |
| Assistências por jogo           | Charlotte Hornets      | 28.1  |
| Roubadas por jogo               | Memphis Grizzlies      | 9.8   |
| Tocos por jogo                  | Memphis Grizzlies      | 6.5   |
| Turnovers por jogo              | Houston Rockets        | 16.5  |
| Faltas por jogo                 | Detroit Pistons        | 21.9  |
| Arremessos                      | Phoenix Suns           | 48.5% |
| Lances livres                   | Philadelphia 76ers     | 82.1% |
| Cestas de três                  | Miami Heat             | 37.9% |

## Prêmios

### Anual
| Prêmios da NBA de 2021-22       |                                     | |
| Prêmio                          | Vencedor(es)                        | Finalistas |
| Jogador mais valioso            | Nikola Jokić (Denver Nuggets)       | Giannis Antetokounmpo (Milwaukee Bucks) Joel Embiid (Philadelphia 76ers)                                                                                     |
| Jogador defensivo do ano        | Marcus Smart (Boston Celtics)       | Mikal Bridges (Phoenix Suns) Rudy Gobert (Utah Jazz) |
| Melhor novato do ano            | Scottie Barnes (Toronto Raptors)    | Cade Cunningham (Detroit Pistons) Evan Mobley (Cleveland Cavaliers)                                                                                          |
| Sexto homem do ano              | Tyler Herro (Miami Heat)            | Cameron Johnson (Phoenix Suns) Kevin Love (Cleveland Cavaliers)                                                                                              |
| Jogador que mais evoluiu do ano | Ja Morant (Memphis Grizzlies)       | Darius Garland (Cleveland Cavaliers) Dejounte Murray (San Antonio Spurs)                                                                                     |
| Técnico do ano                  | Monty Williams (Phoenix Suns)       | Taylor Jenkins (Memphis Grizzlies) Erik Spoelstra (Miami Heat)                                                                                               |
| Executivo do ano                | Zachary Kleiman (Memphis Grizzlies) | Koby Altman (Cleveland Cavaliers) Artūras Karnišovas (Chicago Bulls)                                                                                         |
| Prêmio de esportividade         | Patty Mills (Brooklyn Nets)         | Bam Adebayo (Miami Heat) Mikal Bridges (Phoenix Suns) Darius Garland (Cleveland Cavaliers) Jeff Green (Denver Nuggets) Jaren Jackson Jr. (Memphis Grizzlies) |
| Companheiro de equipe           | Jrue Holiday (Milwaukee Bucks)      | DeMar DeRozan (Chicago Bulls) Boban Marjanović (Dallas Mavericks)                                                                                            |

## Arenas
- A arena do Indiana Pacers, anteriormente conhecida como Bankers Life Fieldhouse, foi renomeada para Gainbridge Fieldhouse em 27 de setembro de 2021.
- A arena do Los Angeles Clippers e do Los Angeles Lakers, anteriormente conhecida como Staples Center, foi renomeada para Crypto.com Arena, a partir de 25 de dezembro de 2021.[61]
- A arena do Miami Heat, anteriormente conhecida como American Airlines Arena, foi renomeada como FTX Arena em 4 de junho de 2021.[62][63]
- A arena do Oklahoma City Thunder, anteriormente conhecida como Chesapeake Energy Arena, foi renomeada para Paycom Center em 27 de julho de 2021.[64]
- A arena do Phoenix Suns, anteriormente conhecida como Phoenix Suns Arena, foi renomeada para Footprint Center em 16 de julho de 2021.[65]
- O Toronto Raptors retornou ao Scotiabank Arena em Toronto no início da temporada. Os Raptors foram forçados a jogar seus jogos em casa na temporada anterior na Amalie Arena em Tampa, Flórida, devido ao fechamento de longo prazo da fronteira Canadá-Estados Unidos, pois as vacinas de COVID-19 não estavam amplamente disponíveis.[66]

## Transmissões na TV
Este será o sexto ano dos atuais contratos de nove anos com a ABC, ESPN, TNT e NBA TV. O Portland Trail Blazers assinou um novo contrato de televisão com a Root Sports Northwest, substituindo a NBC Sports Northwest como a responsável pela transmissão televisiva da franquia.
Em 2021, as transmissões da NBA no Brasil foram exibidas na TV aberta pela Rede Bandeirantes, nos canais de televisão por assinatura, SporTV e ESPN Brasil e online, pelo canal de YouTube da TNT Sports.

## Ocorrências Notáveis
- 13 de maio de 2020 - Wilson voltou a ser o fabricante e fornecedor de bolas oficiais da NBA, substituindo a Spalding. A parceria inicial de Wilson com a liga começou em 1946 até terminar após 37 temporadas em 1983, quando a Spalding assumiu.[70][71]
- 6 de agosto de 2021 - Duncan Robinson renovou com o Heat em um contrato no valor de US$ 90 milhões, o maior de todos os tempos para um jogador não draftado.[72][73]
- 10 de agosto de 2021 - Luka Dončić assinou uma extensão de contrato de cinco anos e US$ 207 milhões com o Dallas Mavericks, a maior da história da liga.[74]
- 20 de agosto de 2021 - Buddy Hield ultrapassou Peja Stojaković para se tornar o líder de cestas de três pontos de todos os tempos pelo Sacramento Kings.[75]
- 22 de outubro de 2021 - James Harden ultrapassou Kyle Korver pelo quarto lugar na lista de mais cestas de três pontos de todos os tempos da NBA.[76]
- 22 de outubro de 2021 - Chris Paul se tornou o primeiro jogador a atingir 20.000 pontos e 10.000 assistências na carreira.[77]
- 24 de outubro de 2021 - Carmelo Anthony ultrapassou Moses Malone pelo nono lugar na lista de maiores pontuadores de todos os tempos da NBA.[78]
- 2 de novembro de 2021 - Chris Paul ultrapassou Steve Nash pelo terceiro lugar na lista de mais assistências de todos os tempos da NBA.[79]
- 6 de novembro de 2021 - Doc Rivers se tornou o 10º técnico na história da NBA a atingir 1.000 vitórias.[80]
- 2 de dezembro de 2021 - O Memphis Grizzlies derrotou o Oklahoma City Thunder por uma margem de 73 pontos, a maior da história da NBA.[81]
- 9 de dezembro de 2021 - LeBron James se tornou o quinto jogador na história da NBA a atingir 100 triplos-duplos na carreira.[82]
- 14 de dezembro de 2021 - Stephen Curry superou Ray Allen para se tornar o líder de todos os tempos da NBA em arremessos de três pontos.[83][84]
- 17 de dezembro de 2021 - Curry se tornou o jogador mais rápido da história da NBA a fazer 150 cestas de três pontos em uma temporada, realizando a façanha em 28 jogos.[85]
- 28 de dezembro de 2021 - LeBron James se tornou o terceiro jogador na história da NBA a ultrapassar 36.000 pontos na carreira e o jogador mais jovem a fazê-lo.[86][87]
- 2 de janeiro de 2022 - Josh Giddey se tornou o jogador mais jovem da história da NBA a registrar um triplo-duplo aos 19 anos e 84 dias, superando o recorde estabelecido por LaMelo Ball na temporada passada. Giddey também se tornou o jogador mais jovem da história da NBA a liderar todos os jogadores em pontos, rebotes e assistências em um jogo.[88][89]

- 9 de janeiro de 2022 - Klay Thompson jogou seu primeiro jogo desde 13 de junho de 2019, totalizando quase 31 meses ou 941 dias.[90]
- 9 de janeiro de 2022 - LeBron James ultrapassou Oscar Robertson pelo sétimo lugar na lista de mais assistências de todos os tempos da NBA.[91]
- 20 de janeiro de 2022 - Joel Embiid registrou 50 ponto em apenas 27 minutos. É o segundo menor tempo necessário para marcar pelo menos 50 pontos na era do relógio após o jogo de 52 pontos de Klay Thompson em 26 minutos em 29 de outubro de 2018. Embiid também se juntou a Allen Iverson e Wilt Chamberlain como os únicos jogadores na história do Philadelphia 76ers com vários jogos de 50 pontos. Ele também registrou um duplo-duplo com pelo menos 50 pontos e 10 rebotes no menor número de minutos de qualquer jogador da NBA desde 1955.[92][93][94]
- 20 de janeiro de 2022 - LeBron James se tornou o quinto jogador na história da NBA a registrar 30.000 pontos e 10.000 rebotes. Ele também é o primeiro jogador a registrar pelo menos 30.000 pontos, 10.000 rebotes e 9.000 assistências.[95][96][97]
- 21 de janeiro de 2022 - Dwight Howard passou Nate Thurmond pelo décimo lugar na lista de mais rebotes de todos os tempos da NBA.[98][99]
- 23 de janeiro de 2022 - Jimmy Butler ultrapassou LeBron James pelo primeiro lugar na lista de mais triplos-duplos de todos os tempos do Miami Heat.[100]
- 25 de janeiro de 2022 - Nikola Jokić se tornou o primeiro jogador na história da NBA a registrar pelo menos 5.000 rebotes e 3.000 assistências em seus primeiros 500 jogos.[101]
- 4 de fevereiro de 2022 - Gregg Popovich se tornou o primeiro técnico da história da NBA a vencer 1.500 jogos, incluindo a temporada regular e os playoffs.[102]
- 5 de fevereiro de 2022 - Luka Dončić entrou no top 10 de mais triplos-duplos de todos os tempos com 44, superando Fat Lever.[103]
- 9 de fevereiro de 2022 - O confronto entre Golden State Warriors e Utah Jazz foi televisionado pela ESPN e foi o primeiro na história da rede a ter uma equipe de produção exclusivamente feminina com Beth Mowins, Doris Burke e Lisa Salters; além disso, outras 33 mulheres assumiram funções de produção em Salt Lake City e na sede da ESPN em Bristol, Connecticut.
- 12 de fevereiro de 2022 - LeBron James ultrapassou Kareem Abdul-Jabbar por mais pontos combinados na temporada regular e nos playoffs.[104]
- 12 de fevereiro de 2022 - Gregg Popovich venceu seu 1.332º jogo da temporada regular como treinador principal, empatando com Lenny Wilkens no segundo lugar de todos os tempos.[105]
- 15 de fevereiro de 2022 - Josh Giddey se tornou o jogador mais jovem da história da NBA a registrar um triplo-duplo em jogos consecutivos e um triplo-duplo de 20 pontos.[106]
- 16 de fevereiro de 2022 - Lou Williams ultrapassou Dell Curry para se tornar o líder de todos os tempos em jogos disputados como reserva com 985.[107]
- 17 de fevereiro de 2022 - Duncan Robinson se tornou o jogador mais rápido da história da NBA a registrar 700 cestas de três pontos. Ele fez esse feito em um período de 216 jogos, superando o recorde anterior de Buddy Hield em 269 jogos.[108][109]
- 24 de fevereiro de 2022 - DeMar DeRozan se tornou o sétimo jogador na história da NBA com oito jogos consecutivos de 35 pontos (Wilt Chamberlain, Elgin Baylor, Michael Jordan, Kobe Bryant, LeBron James e James Harden).[110]
- 5 de março  de 2022 - LeBron James registrou um jogo de 56 pontos, o recorde de sua carreira no Los Angeles Lakers. Ele se tornou o quarto jogador da NBA a registrar um jogo de 50 pontos aos 37 anos (Michael Jordan, Kobe Bryant e Jamal Crawford); foi o segundo maior número de pontos marcados por um jogador na história da NBA depois de completar 35 anos, atrás do jogo de despedida de 60 pontos de Bryant. Ele também se tornou o jogador mais velho a registrar 55 pontos e 10 rebotes em um jogo, e foi o primeiro jogador dos Lakers a fazê-lo desde Shaquille O'Neal em 2000. James também se tornou o segundo jogador, depois de Jordan, a registrar um jogo de 50 pontos em três décadas diferentes.[111][112]
- 11 de março  de 2022 - Gregg Popovich venceu seu 1.336º jogo da temporada regular como treinador principal, superando Don Nelson pelo primeiro lugar de todos os tempos.[113][114]
- 11 de março  de 2022 - LeBron James se tornou o jogador mais velho a ter vários jogos de 50 pontos em uma temporada e é o primeiro jogador do Lakers desde Kobe Bryant em abril de 2007 a ter jogos consecutivos de 50 pontos em casa.[115][116]
- 13 de março de 2022 - LeBron James se tornou o sétimo jogador na história da NBA a registrar 10.000 assistências e também se tornou o primeiro jogador com 30.000 pontos, 10.000 assistências e 10.000 rebotes.[117][118]
- 14 de março de 2022 - Houve três jogadores diferentes com mais de 45 pontos (Karl-Anthony Towns com 60, Stephen Curry com 47 e Trae Young com 46) em um dia pela primeira vez na história da NBA.[119] Towns se tornou o sexto jogador na história da NBA a ter um jogo de 60 pontos e 15 rebotes.[120]
- 15 de março de 2022 - Kyrie Irving marcou 60 pontos, um recorde do Brooklyn Nets. Irving e Kevin Durant se tornaram os primeiros companheiros de equipe a marcar mais de 50 pontos em jogos consecutivos.[121]
- 19 de março de 2022 - LeBron James ultrapassou Karl Malone pelo segundo lugar como o líder de pontuação de todos os tempos da NBA.[122]
- 31 de março de 2022 - Giannis Antetokounmpo ultrapassou Kareem Abdul-Jabbar para se tornar o líder de pontuação de todos os tempos do Milwaukee Bucks.[123]

- 7 de abril de 2022 - Nikola Jokić se tornou o primeiro jogador na história da NBA a ter pelo menos 2.000 pontos, 1.000 rebotes e 500 assistências em uma temporada.[124] Ele terminou liderou a NBA em duplos-duplos (66) e triplos-duplos (19).[125]
- 10 de abril de 2022 - Joel Embiid venceu uma luta com Giannis Antetokounmpo (29,9) e LeBron James (30,3), pelo título de pontuação da NBA, com 30,6 pontos por jogo.[126][127][128] Foi o primeiro título de pontuação do Embiid, o primeiro jogador estrangeiro a fazê-lo, bem como o primeiro pivô a fazê-lo desde Shaquille O'Neal em 2000. Aos 37 anos, James teria quebrado o recorde de Michael Jordan de líder de pontuação mais velho aos 34, mas ele jogou apenas 56 jogos, dois a menos do que o necessário para se classificar, devido a lesões.